# Una famiglia come le altre
Una famiglia come le altre (Life Goes On) è una serie televisiva statunitense di 83 episodi andati in onda nel corso di quattro stagioni dal 1989 al 1993. La serie è conosciuta in Italia anche con il titolo di Una famiglia come tante.

## Trama
La serie è incentrata sulla famiglia Thatcher che vive nella periferia di Chicago: Drew, sua moglie Elizabeth, e i loro figli Rebecca e Charles, che è conosciuto come Corky, affetto da sindrome di Down. Una famiglia come le altre è stata la prima serie televisiva ad avere un personaggio principale con la sindrome di Down.
Durante la prima stagione, l'attenzione degli sceneggiatori è stata posta principalmente su Corky. Gran parte della serie attraversa le sfide di una famiglia il cui figlio ha la sindrome di Down. I Thatcher cercano costantemente di far interagire Corky con la società in maniera normale dopo che questi ha trascorso anni a socializzare con gli altri ragazzi affetti da sindrome di Down in classi "speciali". Questo bisogno di integrare Corky nella società "normale" ha intessuto la maggior parte della trama principale della prima stagione; la famiglia Thatcher ha scelto infatti di iscrivere Corky in una scuola regolare, nonostante le richieste del preside affinché venisse collocato in un programma alternativo. Corky alla fine ottiene anche un lavoro in un cinema locale e trova una fidanzata in Amanda Swanson (Andrea Friedman), affetta pure lei da sindrome di Down, e che sposa per la fine della serie.
Con l'inizio della seconda stagione, gli sceneggiatori decidono di estendere la trama al di là del personaggio di Corky, e nelle stagioni terza e quarta in molti episodi il focus della serie si sposta su Becca e su un nuovo personaggio di nome Jesse (interpretato da Chad Lowe); il rapporto tra i due diventa travagliato quando Becca scopre che Jesse è sieropositivo. Il primo episodio della quarta stagione vede una quasi quarantenne Becca (interpretata da Pamela Bellwood) che fa visita alla casa in cui è cresciuta ricordando le vicende di 25 anni prima, e si comprende che alla fine Jesse è morto di AIDS, e che Becca ha poi sposato un uomo di nome David. La stessa serie si è conclude in modo ambiguo ma positivamente, con Becca cinque anni dopo sposata e con un figlio.

## Personaggi
- Andrew 'Drew' Thacher (83 episodi, 1989-1993) interpretato da Bill Smitrovich.
È un caposquadra edile; nel corso della prima stagione abbandona questa professione per prendere in gestione un ristorante.
- Elizabeth 'Libby' Thacher (83 episodi, 1989-1993) interpretata da Patti LuPone.
È la moglie di Andrew.
- Charles 'Corky' Thacher (83 episodi, 1989-1993) interpretato da Chris Burke.
È figlio di Andrew e Elizabeth, è un diciottenne affetto da sindrome di Down. La maggior parte degli episodi sono incentrati su questo personaggio.
- Rebecca 'Becca' Thacher (83 episodi, 1989-1993) interpretata da Kellie Martin
È la sorella di Corky.
- Paige Thacher, interpretata da Monique Lanier (22 episodi, 1989-1990) e Tracey Needham (40 episodi, 1990-1993)
È la figlia di Drew avuta in un precedente matrimonio.
- Jesse McKenna (35 episodi, 1991-1993) interpretato da Chad Lowe
È un fidanzato di Rebecca, si scoprirà sieropositivo.
- Tyler Benchfield (15 episodi, 1989-1991) interpretato da Tommy Puett
- Goodman (13 episodi, 1992-1993) interpretata da Kiersten Warren
- Teresa Giordano (12 episodi, 1990-1993) interpretata da Penny Santon
- Sal Giordano (10 episodi, 1990-1992) interpretato da Al Ruscio
- Artie McDonald (9 episodi, 1991-1993) interpretato da Troy Evans
- Amanda Swanson (9 episodi, 1992) interpretato da Andrea F. Friedman.
È la fidanzata di Corky.
- Ray Nelson (8 episodi, 1991-1993) interpretato da Michael A. Goorjian
- Mary McKenna (8 episodi, 1991-1993) interpretata da Dorothy Lyman
- Rhona Lieberman (7 episodi, 1989-1991) interpretata da Michele Matheson
- Mrs. Kneffer (7 episodi, 1989-1993) interpretata da Gloria Gifford
- Paul (7 episodi, 1990-1991) interpretato da Steve Jerro
- Brian Russo (6 episodi, 1989-1991) interpretato da Eric Welch
- Mrs. Schiller (6 episodi, 1989-1991) interpretata da Lisa Zebro
- Paintz Kutner (6 episodi, 1990-1992) interpretato da Peter Van Norden
- Eddie (6 episodi, 1990-1991) interpretato da John Welsh
- Mr. Mott (6 episodi, 1991-1993) interpretato da Robert David Hall
- il piccolo Nick (12 episodi, 1992-1993) interpretato da Christopher Graves e Kevin Graves
- Kenny Stollmark Jr. (6 episodi, 1992) interpretato da Steven Eckholdt
- Michael Romanov (6 episodi, 1992) interpretato da Lance Guest
- Maxie (5 episodi, 1989-1991) interpretata da Tanya Fenmore
- Kent (5 episodi, 1989-1991) interpretato da Craig Hurley
- Miller (5 episodi, 1990-1992) interpretato da Alfred Dennis
- Matt Hardy (5 episodi, 1990-1991) interpretato da Adam Carl
- Doreen Gillespie (5 episodi, 1990-1991) interpretata da Elyssa Davalos
- Cousin Angela (5 episodi, 1990-1991) interpretata da Gina Hecht
- Lisa Galloway (5 episodi, 1990-1991) interpretata da Karen Rauch
- Stan Baker (5 episodi, 1991-1992) interpretato da Barney Martin
- Harris Cassidy (5 episodi, 1992) interpretato da Martin Milner
- Bill Swanson (5 episodi, 1992) interpretato da Drew Snyder
- Mrs. Swanson (5 episodi, 1992) interpretata da Charlotte Stewart
- Lester (4 episodi, 1989-1991) interpretato da Ryan Bollman
- Brent (4 episodi, 1989-1990) interpretato da Mike Marikian
- Hans (4 episodi, 1990-1993) interpretato da David Byrd
- John Katchadorian (4 episodi, 1990-1992) interpretato da Alan Blumenfeld
- Jack Benchfield (4 episodi, 1990-1992) interpretato da Charles Frank
- Kari (4 episodi, 1991-1992) interpretata da Judith Jones
- Midge (4 episodi, 1991-1992) interpretato da Mitzi McCall
- Dr. Oliver Matthews (3 episodi, 1989-1991) interpretato da Whip Hubley
- Earl (3 episodi, 1989-1990) interpretato da Denis Arndt
- Mr. Leighton (3 episodi, 1989-1990) interpretato da Oliver Clark
- Scolassi (3 episodi, 1989) interpretato da Steve Eastin
- Tiffany (3 episodi, 1989) interpretata da Kristin Pearcey
- Robin Benchfield (3 episodi, 1990-1992) interpretato da Fern Fitzgerald
- Janet (3 episodi, 1990-1991) interpretata da Teri Ivens
- Padre Holduin (3 episodi, 1991-1993) interpretato da John Ingle
- Leo (3 episodi, 1991-1992) interpretato da Michael Earl Reid
- Mr. Seedling (3 episodi, 1991) interpretato da Michael Alldredge
- Jill Gordon (3 episodi, 1992) interpretata da Paula Marshall
- Eric (3 episodi, 1992) interpretato da Ned Vaughn

## Episodi
| Stagione         | Episodi | Prima TV USA | Prima TV Italia |
| ---------------- | ------- | ------------ | --------------- |
| Prima stagione   | 22      | 1989-1990    |                 |
| Seconda stagione | 22      | 1990-1991    |                 |
| Terza stagione   | 22      | 1991-1992    |                 |
| Quarta stagione  | 17      | 1992-1993    |                 |